# Lespezi (Iași)
Lespezi es una comuna ubicada en el distrito de Iași, Rumania.

## Superficie
Cuenta con una superficie de 50,38 kilómetros cuadrados.

## Demografía
Hasta 2021 la población era de 4701 habitantes, con una densidad de población de 93,31 habitantes por kilómetro cuadrado.